# لانگ ایتون
لانگ ایتون (به انگلیسی: Long Eaton) یک شهرک در بریتانیا است که در انگلستان واقع شده‌است. لانگ ایتون ۳۷٬۷۶۰ نفر جمعیت دارد.

## خواهرخوانده
شهر Romorantin-Lanthenay خواهرخواندهٔ لانگ ایتون هست.